# Neubau (2020)
Neubau ist ein deutsches LGBTQ-Filmdrama aus dem Jahr 2020 unter Regie von Johannes Maria Schmit und nach einem Drehbuch von Tucké Royale, der auch eine der Hauptrollen spielt. Der Film handelt von Transmann Markus, gespielt von Royale, der sich im Konflikt zwischen der Liebe zu seiner pflegebedürftigen Oma und seinem eigenen Wunsch nach einem Umzug nach Berlin befindet. Neubau feierte seine Weltpremiere am 22. Januar 2020 auf dem 41. Filmfestival Max Ophüls Preis in Saarbrücken, wo er als Bester Spielfilm und mit dem Preis für den gesellschaftlich relevanten Film ausgezeichnet wurde. Am 12. August 2021 kam der Film in die deutschen Kinos.

## Handlung
Markus lebt mit seinen beiden Großmüttern Sabine und Alma in brandenburgischen Hinterland, genauer in der Uckermark. Seine Großmutter Alma ist dement und auf seine Hilfe angewiesen, Sabine braucht manchmal auch eine Schulter, um sich anzulehnen. Gerne hilft er den beiden, sehnt sich aber gleichzeitig nach einem Leben in der queeren Gemeinschaft von Berlin. Nachdem er schon auf gepackten Umzugskisten saß, gerät sein Entschluss erneut ins Wanken, als er Duc kennen und lieben lernt. Markus steht erneut vor der Frage, wie und vor allem wo er sein weiteres Leben verbringen möchte.

## Hintergrund
Die Dreharbeiten zum Debütfilm von Autor Royale begannen Ende Juni und endeten Anfang August 2019 und fanden unter anderem in Gerswalde statt. Regisseur und Autor bezeichnen den unter dem Arbeitstitel Stonewall Uckermark produzierten Film als queeren Heimatfilm.
Neubau ist eine Produktion von Schuldenberg Films in Kooperation mit Ehrliche Arbeit und HAU – Hebbel am Ufer und wurde unter anderem von der Beauftragten der Bundesregierung für Kultur und Medien mit 108.000 Euro und dem Medienboard Berlin-Brandenburg mit 50.000 Euro gefördert.
Die Erstveröffentlichung fand im Rahmen des Filmfestivals Max Ophüls Preis am 22. Januar 2020 statt. Der Film wurde unter anderem auf dem Queer Filmfestival und dem Queer Lisboa in Lissabon präsentiert. Die für den 12. November 2020 geplante deutsche Kinopremiere wurde aufgrund der Schließung der Kinos zur Eindämmung der COVID-19-Pandemie erst auf den 17. Dezember 2020 und schließlich durch den erneuten Lockdown auf den 12. August 2021 verschoben.

## Rezeption
Madeleine Eger von film-rezensionen.de schreibt: „Neubau“ ist ein zeitloses wie zeitgenössisches Werk, das als Heimatfilm bewusst minimalistisch den Zwiespalt eines jungen queeren Mannes porträtiert. Verortet in der Uckermark, gleicht sich der Film dem ländlichen, gemächlichen und weitestgehend unspektakulärem Charakter des Ortes an, verpasst aber die Gelegenheit, mit klareren Ecken und Kanten zu von der Tristesse und Monotonie abzuheben.
Schmit entwirft mit viel Sinn für eindrückliche Momente ein stimmiges Mosaik über das Leben seines Helden. Ohne inszenatorische Effekthascherei macht er daraus eine ausdrucksstarke Geschichte. Film mit klarem Blick für subtile Antagonismen von engen sozialen Normen und privaten Lebenszielen. Ohne dramaturgische Zuspitzungen entfaltet er eine hohe und unaufdringliche Glaubwürdigkeit. schreibt Heiner Dahl vom Saarländischen Rundfunk und vergab zwei von drei möglichen Herzen.

## Auszeichnungen
Im Mai 2021 wurde Neubau in die Vorauswahl für den Deutschen Filmpreis aufgenommen.
Max-Ophüls-Preis 2020
- Preisträger in der Kategorie Bester Spielfilm (Johannes Maria Schmit)
- Preisträger in der Kategorie Gesellschaftlich relevanter Film (Tucké Royale)

Preis der deutschen Filmkritik 2021
- Auszeichnung als Bestes Spielfilmdebüt (Johannes Maria Schmit)[11]